# رشن‌یشت
رشن یشت یشت دوازدهم کتاب اوستا است که در ستایش ایزد رشن سروده شده‌است. این یشت دارای سی‌ و هشت بند است. رشن فرشته عدالت است و بر سر پل چینوت و هنگام‌گذار به بهشت در پدیده فرشگرد روان درگذشتگان را داوری می‌کند.

## نمونه‌هایی از رشن یشت

### بند بیست‌وسوم
ای رَشن ِاَشَوَن!
اگر تو برفراز کوهساران درخشان و بسیار رشتۀ البرز هم باشی؛ البرزی که از ستیغ ِآن مِه برنخیزد - آن‌جا که نه شب هست و نه تاریکی، نه باد سرد و نه باد گرم، نه ناخوشی ِکشنده و نه آلایش ِدیو آفریده - ما تو را به یاری همی‌خوانیم.
- ما دادخواهی را بدین‌جا آمده‌ایم.
ما خشنودی رَشن ِتوانا را خواستاریم.
من در این وَر، دوستی را به یاری همی‌خوانم به سوی آتش و بَرسَم، به سوی دستان ِسرشار، به سوی «وَرِ» روغن و به سوی شیرۀ گیاهان.
پس رَشن ِبزرگ توانا همراه باد پیروز،
همراه دامویش اوپَمَن، همراه فَر ِکیانی و همراه پاداش مزداآفریده به یاری تو شتابد و به سوی این وَرِ برپا شده،
به سوی آتش و بَرسَم، به سوی دستان سرشار، به سوی وَرِ روغن و به سوی شیرۀ گیاهان آید.
ای رَشْن ِاَشَوَن! ای راست‌ترین رَشن! ای سپندترین رَشن! ای داناترین رَشن! ای رَشن که بهتر از همه بازتوانی شناخت!
ای رَشن که دور را بهتر از همه توانی دید! ای رَشن که دور را بهتر از همه توانی دریافت!
ای رَشن که بهتر از همه، دادخواه را به فریاد رسی! ای رَشن که دزد را بهتر از همه براندازی!
اگر تو آزرده نباشی، دادخواه را بهتر بدانچه خواهان است، برسانی؛ بهتر زخم فرود آوری و دزد و راهزن را بهتر نابود کنی.